# Генрих II Зембицкий
Генрих II Зембицкий (пол. Henryk II ziębicki, нем. Heinrich II von Münsterberg; около 1396 — 11 марта 1420) — князь Зембицкий (1410—1420).

## Биография
Представитель зембицкой линии Силезских Пястов. Младший сын князя Болеслава III Зембицкого (1344/1348 — 1410) и Евфимии Бытомской (1350/1352 — 1411).
В июне 1410 года после смерти Болеслава III его сыновья Ян и Генрих II получили в совместное владение Зембицкое княжество. Генрих II был только номинальным правителем и в делах княжества участия не принимал. Он умер  11 марта 1420 года, не вступив в брак и не имея детей, после чего Ян остался единоличным правителем в Зембицком княжестве.
Похоронен Генрих II Зембицкий вероятнее всего в монастыре цистерцианцев в Хенрыкуве.